# Simetria planar

Simetria bilateral en l'ésser humà.

La simetria planar  (també coneguda com a simetria bilateral) es defineix per l'existència d'un únic pla, anomenat pla sagital, que divideix el cos d'un organisme en aproximadament dues meitats especularment idèntiques, anomenades meitat esquerra i meitat dreta si l'eix corporal pertany al pla de simetria. Un pla perpendicular al pla sagital, anomenat pla frontal separa una meitat dorsal d'una altra ventral.

## Animals
A l'entorn de la biologia, la simetria és l'equilibrada distribució en el cos dels organismes d'aquelles parts que apareixen duplicades. Els plans corporals de la majoria d'organismes pluricel·lulars exhibeixen alguna forma de simetria, bé sigui simetria radial o  simetria bilateral. Una petita minoria no presenta cap mena de simetria (són asimètrics).
La majoria d'espècies animals té simetria bilateral i pertany per tant al grup Bilateria, encara que hi ha espècies com els eriçons i les estrelles de mar que presenten simetria pentaradial secundària derivada de la bilateral (les fases de desenvolupament primerenques i les larves tenen simetria bilateral que posteriorment es perd en l'adult).
La simetria bilateral permet la definició d'un eix corporal en la direcció del moviment, la qual cosa afavoreix la formació d'un sistema nerviós centralitzat i la cefalització.
La simetria bilateral va ser un dels passos fonamentals en la gènesi dels vertebrats.

## Plantes
Flors com les orquídies presenten simetria bilateral. Les fulles de la majoria de les plantes són també bilaterals.